# Tanel Kangert
Tanel Kangert, né le 11 mars 1987 à Vändra, est un coureur cycliste estonien. Professionnel de 2008 à 2009 au sein de l'équipe AG2R La Mondiale, il retourne chez les amateurs en 2010, puis rejoint Astana à partir de 2011. Il a notamment été champion d'Estonie du contre-la-montre en 2008, 2010, 2013 et 2018, et champion d'Estonie sur route en 2012.

## Biographie
Coureur amateur de la Roue d'or Saint-Amandoise, Tanel Kangert effectue une saison 2007 remarquée en remportant entre autres le championnat d'Estonie espoirs, le Tour du Gévaudan, le Grand Prix de Vougy, le Tour de Franche-Comté et la Route des villes d'eaux. Il termine l'année à la deuxième place du classement national de la Fédération française de cyclisme (FFC). Sélectionné en équipe nationale espoirs, il se classe huitième du contre-la-montre des championnats d'Europe, et septième du contre-la-montre des championnats du monde à Stuttgart en Allemagne.
Tanel Kangert devient cycliste professionnel en 2008 dans l'équipe française ProTour AG2R La Mondiale, au sein de laquelle il a été stagiaire fin 2007. Âgé de 21 ans, il remporte cette année-là le championnat d'Estonie du contre-la-montre. Il se classe quatrième des Boucles de l'Aulne et quatorzième du Tour de Suisse. Avec l'équipe d'Estonie, il participe à la course en ligne des Jeux olympiques à Pékin (68e) et au contre-la-montre élites des championnats du monde à Varèse en Italie (31e). Sa saison 2009 est rendu difficile par des blessures, notamment des douleurs aux genoux. Il ne court en compétition qu'à partir du mois d'août, et se fracture le poignet en octobre durant le Circuit franco-belge. Après deux années chez AG2R La Mondiale, Tanel Kangert n'est pas conservé par cette équipe.
Il rejoint les rangs amateurs en 2010. Sur les conseils de Rene Mandri, l'un de ses coéquipiers chez AG2R, il rejoint l'EC Saint-Étienne Loire, qui évolue en Division nationale et est présidée par Gilles Mas, également directeur sportif chez AG2R La Mondiale. Il est pour la deuxième fois champion d'Estonie du contre-la-montre et remporte le SEB Tartu GP, épreuve estonienne figurant au calendrier de l'UCI Europe Tour. Il s'impose comme l'un des meilleurs coureurs du peloton amateur français cette année-là. Gagnant entre autres le Tour du Pays Roannais, le Grand Prix de Cours-la-Ville et le Trophée des champions, il termine à la deuxième place du classement national de la Fédération française de cyclisme, comme en 2007. De nouveau sélectionné en équipe d'Estonie aux championnats du monde sur route à Melbourne, il se classe 33e du contre-la-montre et 84e de la course en ligne.
En 2011, Tanel Kangert redevient coureur professionnel, au sein de l'équipe kazakh Astana. Il dispute cette année-là son premier grand tour, le Tour d'Espagne, qu'il termine à la 64e place. En 2012, il réalise sa meilleure saison en remportant une étape du Tour de Suisse et le championnat d'Estonie sur route. En septembre, il participe aux championnats du monde dans le Limbourg néerlandais. Avec ses coéquipiers d'Astana, il prend la onzième place du nouveau championnat du contre-la-montre par équipes de marques. Il représente ensuite l'Estonie au contre-la-montre individuel, avec Rein Taaramäe. Il en prend la treizième place. Il termine sa saison avec une treizième place au Tour de Pékin.
En 2013, il finit 14e du Giro, tout en étant l'un des principaux lieutenants du vainqueur Vincenzo Nibali. Puis il est le leader d'Astana sur le Tour de Suisse, qu'il termine à la 6e place. Neuvième du Tour du Pologne, il est également onzième du Tour d'Espagne où Nibali, longtemps maillot rouge termine finalement deuxième derrière Christopher Horner.
En 2014, Kangert est à nouveau coéquipier de Nibali, cette fois sur le Tour de France.
Alors qu'il est septième du classement général du Tour d'Italie 2017 et chef de file de son équipe, Kangert doit abandonner sur chute au cours de la 15e étape. Il est notamment atteint de fractures touchant les deux bras, ce qui entraîne également la fin de sa saison.
En août 2018, il termine onzième du Tour Poitou-Charentes remporté par Arnaud Démare.
En 2019 il rejoint l'équipe EF Education First. Il commence sa saison au Tour du Haut-Var puis participe aux Strade Bianche et au GP Industria & Artigianato di Larciano. En mars, Tanel Kangert est aligné sur Tirreno-Adriatico et le Tour de Catalogne. Il observe ensuite une coupure de près d'un mois puis participe à Liège-Bastogne-Liège et au Tour de Romandie qu'il termine à la 17e place.
Kangert s'engage avec Mitchelton-Scott, renommée BikeExchange, pour 2021 et 2022 avec un rôle envisagé d'équipier pour Simon Yates. Il arrête sa carrière à l'issue du Tour de Lombardie 2022.

## Style et place dans le peloton
Tanel Kangert se décrit comme n'étant « ni un spécialiste des ascensions, ni un coureur de contre-la-montre. Je fais un peu de tout. » Remarqué pour son rôle d'équipier de Vincenzo Nibali lors de ses victoires sur le Tour d'Italie 2013, le Tour de France 2014 et le Tour d'Italie 2016,, il occupe le même rôle pour Rigoberto Urán lors de son passage à EF Education First. Kangert , satisfait de ce rôle pour les grands tours, envisage d'obtenir plus de responsabilités dans les courses à étapes d'une semaine.

## Palmarès sur route et classements mondiaux

### Palmarès
- 2003
  -  Champion d'Estonie du critérium cadets
  - 3e du championnat d'Estonie du contre-la-montre cadets
  -  Médaillé de bronze du contre-la-montre au Festival olympique de la jeunesse européenne
- 2004
  - 2e du championnat d'Estonie du contre-la-montre juniors
- 2005
  - Classement général de la Course de la Paix juniors
  - 3e du championnat d'Estonie du contre-la-montre juniors
  - 3e du championnat d'Estonie sur route juniors
  - 3e de Liège-La Gleize
- 2006
  - Trophée des Bastides
  - 2e du Tour du Piémont pyrénéen
  - 3e du Grand Prix de la Tomate
- 2007
  -  Champion d'Estonie sur route espoirs
  - Tour de Franche-Comté :
    - Classement général
    - 1re étape

  - Grand Prix de Vougy
  - Tour du Gévaudan :
    - Classement général
    - 3e étape

  - Route des Villes d'Eaux
  - 2e de la Vienne Classic espoirs
  - 2e de la Classique de Sauveterre
  - 2e du championnat d'Estonie du contre-la-montre espoirs
  - 2e du Kreiz Breizh Elites
  - 3e du Grand Prix de Saint-Étienne Loire
  - 3e du Riga Grand Prix
  - 3e du Grand Prix Christian Fenioux
  - 7e du championnat du monde du contre-la-montre espoirs
  - 8e du championnat d'Europe du contre-la-montre espoirs
- 2008
  -  Champion d'Estonie du contre-la-montre
- 2010
  -  Champion d'Estonie du contre-la-montre
  - 4e étape du Circuit de Saône-et-Loire
  - SEB Tartu GP
  - Tour Loire Pilat :
    - Classement général
    - 2e étape (contre-la-montre)

  - Classement général du Tour du Pays Roannais
  - Grand Prix de Longes
  - Trophée des champions
  - Grand Prix de Cours-la-Ville
  - 2e du championnat d'Estonie sur route
  - 2e du Grand Prix du muguet
  - 3e du Tour du Canton du Pays Dunois
  - 3e de Chambord-Vailly
- 2011
  - 3e du championnat d'Estonie sur route
- 2012
  -  Champion d'Estonie sur route
  - 9e étape du Tour de Suisse
  - 2e du championnat d'Estonie du contre-la-montre
- 2013
  -  Champion d'Estonie du contre-la-montre
  - 1re étape du Tour d'Espagne (contre-la-montre par équipes)
  - 6e du Tour de Suisse
  - 9e du Tour de Pologne
- 2016
  - 1re (contre-la-montre par équipes), 3e et 4e étapes du Tour du Trentin
  - 3e étape du Tour d'Abou Dabi
  - 2e du Tour du Trentin
  - 9e de la course en ligne des Jeux olympiques
- 2018
  -  Champion d'Estonie du contre-la-montre
- 2019
  - 7e du championnat du monde du contre-la-montre
- 2020
  - 2e de la Classic de l'Ardèche
  - 8e de Paris-Nice
- 2022
  - 2e du championnat d'Estonie du contre-la-montre
  - 10e du championnat d'Europe du contre-la-montre

### Résultats sur les grands tours

#### Tour de France
5 participations
- 2014 : 20e
- 2015 : 22e
- 2016 : 26e
- 2018 : 16e
- 2019 : 27e

#### Tour d'Italie
9 participations
- 2012 : 26e
- 2013 : 14e
- 2015 : 13e
- 2016 : 23e
- 2017 : abandon (15e étape)
- 2018 : non-partant (13e étape)
- 2019 : 18e
- 2020 : 32e
- 2021 : 21e

#### Tour d'Espagne
3 participations
- 2011 : 64e
- 2013 : 11e, vainqueur de la 1re étape (contre-la-montre par équipes)
- 2014 : non-partant (17e étape)

### Classements mondiaux
| Année                                 | 2006 | 2007 | 2008 | 2009 | 2010 | 2011 | 2012 | 2013 | 2014 | 2015 | 2016 | 2017  | 2018 | 2019 | 2020 | 2021 | 2022  |
| ------------------------------------- | ---- | ---- | ---- | ---- | ---- | ---- | ---- | ---- | ---- | ---- | ---- | ----- | ---- | ---- | ---- | ---- | ----- |
| UCI World Tour                        |      |      |      |      |      | nc   | 177e | 44e  | 176e | 114e | nc   | 263e  | 134e |      |      |      |       |
| Classement mondial                    |      |      |      |      |      |      |      |      |      |      | 74e  | 1101e | 269e | 297e | 97e  | 408e | 1254e |
| UCI Europe Tour                       | 897e | 553e |      |      | 110e |      |      |      |      |      | 131e | nc    | 544e | 243e | 81e  | 335e | 874e  |
| UCI Asia Tour                         | nc   | nc   |      |      | nc   |      |      |      |      |      | 21e  | 507e  | 619e |      |      |      |       |
| UCI America Tour                      | nc   | nc   |      |      | nc   |      |      |      |      |      | 37e  | nc    | nc   |      |      |      |       |
|                                       |      |      |      |      |      |      |      |      |      |      |      |       |      |      |      |      |       |
| Légende : nc = non classéSource : UCI |      |      |      |      |      |      |      |      |      |      |      |       |      |      |      |      |       |

## Palmarès en VTT
- 2011
  -  Champion d'Estonie de VTT-marathon